# 香云纱
香云纱俗称莨绸、云纱，黑色的也稱黑膠綢，是一种用薯莨的汁水对桑蚕丝织物涂层，再用含矿物质的河涌塘泥覆盖，经过太阳暴晒加工而成的纱绸制品。目前香云纱以顺德出产为主。香云纱染整技艺是第二批中国国家级非物质文化遗产之一。2011年香云纱在内的5个产品获得国家“地理标志产品”保护，规定香云纱的产地范围为广东省佛山市顺德区辖区行政区域。

## 特性
香云纱是一种纱绸制品，穿起来还会发出沙沙的响声，故稱為響雲紗，後音變為香雲紗。它实际上是薯蓣科的薯莨汁液泡过的小提花绸，和广东顺德、南海、三水、佛山等地特有没有被污染过的河泥（俗称“过河泥”）发生化学作用的产物。薯莨汁液主要成份为易于氧化变性产生凝固作用的多酚和鞣质，和“过河泥”的高价铁离子发生化学反应后产生黑色沉淀物，凝结在制作绸缎的表面。香云纱正面黑色，反面黄褐色。
过去有一个传统习俗，富人买回香云纱服饰先给佣人穿，穿一段时间自己才穿。这是缘于香云纱本身的材料和生产方法致使新的香云纱服装纤维比较粗，穿起来不舒服；而穿过一段时间的香云纱会变柔软。
民国时机器参与制作的香云纱叫电机纱，其价值和质地比传统香云纱要差。
香云纱的生产严重受限于原产地的特殊成分河泥以在生产过程中完成化学反应。1990年代一个来自日本的纺织业工程师曾到顺德学习香云纱生产技术企图移植，最后无果。

## 历史

### 辉煌时代
据资料记载，顺德在明朝永乐年间开始生产出口香云纱。民国时期，经线组织为绞纱，俗称“白坯纱”的新产品在南海县生产出来，用这种改良的白坯纱结合香云纱生产技术制成的产品大受欢迎。1922年至1925年间广东的丝绸业进入鼎盛时期。顺德地区有晒莨工场500多个，香云纱销往欧美、东南亚等地。香云纱制作的衣物质感好，夏天穿起来特别凉快，因此被1930年代当时的北京、上海的上流社会人士当作时尚服饰穿着。此外香云纱此时在海外华人圈子里也相当流行。
中华人民共和国成立后，顺德的伦教、容奇、勒流、陈村，南海的盐步、西樵以及佛山地区仍有出产香云纱制品。

### 没落及重生
但随着化纤棉织物的盛行，技术复杂的香云纱产销量逐年下降，很多厂关门、转产。至2006年，顺德仅餘梁珠所有的成艺晒莨厂，厂里40多名工人中，知道生产技术及操作关键的只有10人左右，且都已70岁左右。所产香云纱主要被用于制作官方贺礼或当作公关场合上的礼服。
1994年，和丈夫黄志平在广东创业的服装设计师梁子在顺德的一间废弃仓库里发现了莨绸。1995年她创立了自己的时装品牌“天意”（TANGY），这时的成艺晒莨厂已经奄奄一息。梁子利用进货自成艺的香云纱设计并生产自己品牌的服装，逐渐让世人再次认识香云纱。

### 价值发现
此后，陆续有制衣商到成艺晒莨厂购买香云纱布料。2005年，深圳市的一个香云纱服装生产厂商继注册““香云莎”商标后又获得了国家“原产地地理标志”产品称号。
2009年，该生产商以“香云纱在深圳市龙岗村葵涌街道办的传承超过100年”，“其为第四代传承人”为由，申报香云纱为深圳市市级非物质文化遗产。对此事成艺晒莨厂公布其国家级非物质文化遗产证书，并指出该深圳厂商生产的衣服布料（即香云纱）都是从成艺提货，也有提货单作证。又称制作香云纱所用的正宗河泥只有顺德伦教地区才有。此事引起佛山本地民众和媒体的关注，从商业竞争上升到两地的文化传承竞争。自此，顺德及佛山政府开始重视香云纱，并将香云纱的产业化提上议程。
其后两地趋于和解，2010年第六届中国（深圳）国际文化产业博览交易会上，据参展者介绍深圳、顺德两地已经达成共识，联手推广香云纱。3月，佛山市纺织服装行业协会主办的国家非遗寻根“香云纱”新闻发布会在北京举行。6月，顺德成立香云纱协会，将香云纱产业的生产商组织起来。
至2010年代，顺德较出名的香云纱生产厂有成艺晒莨厂和远发晒莨厂。番禺也有生产厂，都是顺德人投资兴建。产品除了在中国大陆销售，还销往台湾、日本等地。

## 制作工艺

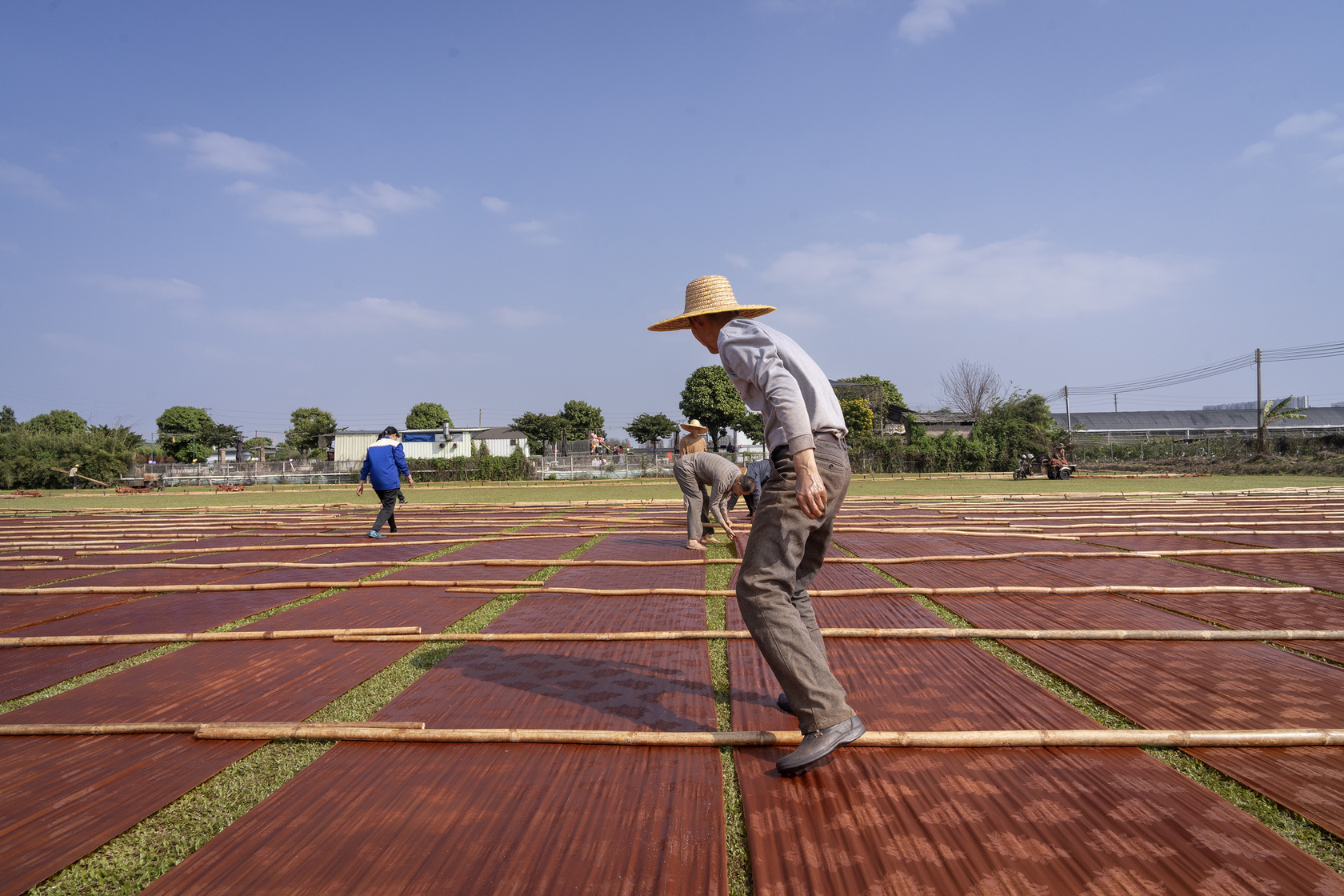
晒纱地

传统的香云纱制作全部是手工工序。香云纱的一个完整染制周期需要15天，如遇天气因素如下雨还要延长，加上后期处理则需要三个月到半年时间。香云纱的生产流程中浸、洒、封、煮、水洗等每个过程操作都十分繁复讲究。特别是在染料浓度的比例分配上完全靠经验而且需要随时调整。

### 工序
- 准备绸缎：把白色绸缎剪成20米一段，在每段绸布的两头缝制穿木棒用的套，在绸身两边缝攀线。
- 制作染料：磨碎薯莨然后放于竹箩内，依次浸到几个水槽里。其中第一个水槽得到的液汁称为“头过水”，后面的一次为“两过水”、“三过水”、“四过水”。
- 染绸缎：用“头过水”泡染绸缎，同时不断用手翻动，花费半天时间让绸缎吸匀染料。将绸缎取出晒干，名为“晒莨”。然后用“两过水”喷洒绸缎，用葵叶扫把绸面上的汁液扫干，这个工序称为“洒莨水”。经过6次洒莨的绸缎呈淡棕色，这时将绸缎放入特制的封水槽中用“三过水”浸1小时再取出曝晒，重复6次，这个工序叫“封水”。再用“三过水”在锅里煮绸，脱水，晒干。用“四过水”“封水”12次，再用“四过水”煮绸，再“封水”一次。最后再晒干。
- 过乌：将伦教的河泥“过河泥”搅拌成糊状，均匀涂在绸缎正面，按中轴线对折绸缎，抬到草地上平摊半小时。这时染料与河泥充分接触起化学反应，使绸缎变得乌黑。[9]
- 水洗：待化学作用完成后，将香云纱放到河里洗去表面的河泥。
- 封莨：水洗后，再次向摊开的香云纱上喷洒薯莨汁。
- 摊雾：在天黑之前将香云纱平摊在草地上，让香云纱吸收早上的露水而软化。
- 装封：香云纱放置3到6个月后再取出水洗，完工后的成品就可以用作制作衣物了。[11]

### 扩产的制约条件
香云纱的生产扩展受到几个条件限制：
- 人力成本高：晒莨只能在强日照天气进行，每年10月后就只能停工。工作的间断性导致工资成本上涨。
- 相关技术人员培养困难：培养一个师傅工要三到四年时间，生产工序多，工作强度也很大，很少年轻人愿意学习。
- 晒场有限：香云纱生产需要平整、空旷又靠近河涌的平地作为晒场，每次浸染后都需要铺开用阳光暴晒。目前这样的地方在珠三角地区都不好找。[1]

## 服饰及保养
香云纱可以用来制作衣服，丝巾等。以2010年的生产技术，经过后期漂染香云纱已经脱离了以往纯粹黑色的单一风格，能配合衣物设计印上复杂的图案。以梁子的公司天意为例，他们已经开发出“天意彩莨”、“天意生纺莨”、“天意柯莨”等新品种，大大增强了布料的色彩表现力及艺术感。
2009年一米香云纱布料出厂价大概在几十元左右，一件衣服除去设计及推广费用，只计算原料和制作的话，成本大概在一百元人民币左右。但市场上的相关产品往往卖至几百元甚至几千元。如按此理论当时品牌香云纱服饰利润极高。
由于其材料及制作工艺限制，香云纱洗涤时不能用肥皂或碱性洗涤剂，不能用洗衣机，也不能揉搓，只能漂水洗。

## 产业结合发展
香云纱受到生产工艺限制，无法大批量生产。生产商们希望建立产业园，通过生产、展示推广、旅游等结合做大产业。2009年1月顺德区“两会”期间，顺德区一名政协委员也曾提出提案，建议政府建立香云纱生产、加工、销售、旅游一体化产业基地。
2010年第六届中国（深圳）国际文化产业博览交易会上，顺德的参展方表示伦教香云纱生产基地将建设香云纱体验区、非遗展示馆、时尚生活艺术馆等博物馆。